# 田大玺
田大玺（？—？），安徽凤阳人，清朝政治人物。
田大玺曾于1732年接替裘树荣任福建永安县知县一职，1733由叶铭接任。